# Kazutoshi Mori
Kazutoshi Mori (森 和俊, Mori Kazutoshi, nacido en 1958) es un biólogo molecular japonés conocido por sus investigaciones sobre la respuesta de las proteínas desdobladas. Es catedrático de Biofísica en la Escuela Superior de Ciencias de la Universidad de Kioto y compartió el Premio Albert Lasker de Investigación Médica Básica 2014 con Peter Walter por sus descubrimientos sobre la respuesta de las proteínas desplegadas, un sistema de control de calidad intracelular que detecta las proteínas mal plegadas dañinas en el retículo endoplásmico y envía señales al núcleo para que tome medidas correctivas.

## Primeros años y educación
Mori nació en 1958 en Kurashiki, Okayama. En la escuela primaria se le daban bien las matemáticas y la aritmética, y se enteró por el periódico de la existencia de los quarks. En la escuela secundaria, se vio influido por el Premio Nobel de Física de Hideki Yukawa, y decidió estudiar física en la Facultad de Ciencias de la Universidad de Kioto (en aquella época, la edad de oro de la física de partículas elementales). Sin embargo, finalmente fue admitido en el Departamento de Química Sintética de la Facultad de Ingeniería de la Universidad de Kioto.
Cuando Mori estaba en el primer año de universidad, no entendía la diferencia significativa entre las leyes de la física y la química, pero se enteró del nuevo desarrollo de la biología molecular por los artículos de los periódicos. Poco después, el exalumno de la Universidad de Kioto Susumu Tonegawa hizo un gran avance en la investigación de la inmunología (que le valió a Tonegawa el primer Premio Nobel japonés de medicina una década más tarde), Mori lo leyó en el periódico y quedó conmocionado, entonces decidió trasladarse a la Facultad de Ciencias Farmacéuticas y seguir cursando estudios de posgrado. En 1985 obtuvo el doctorado.

## Carrera profesional

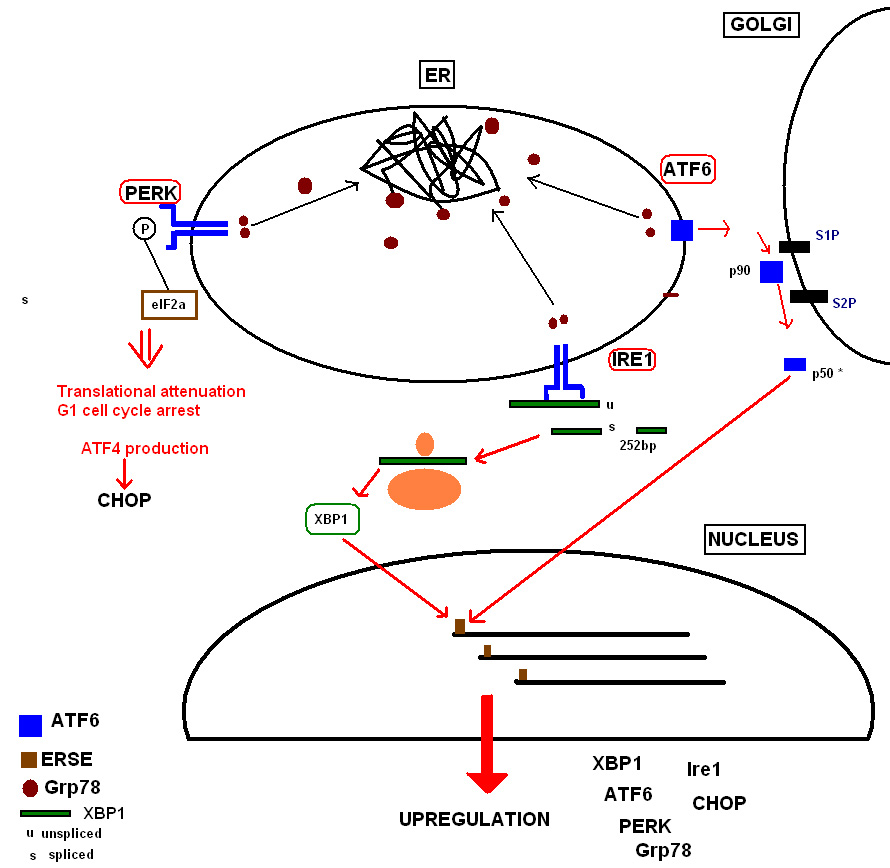
Un diagrama simplificado del inicio de la UPR por un plegamiento incorrecto prolongado y abrumador de proteínas.

Mori fue nombrado profesor adjunto en la Universidad Farmacéutica de Gifu en 1985, antes de convertirse en becario postdoctoral en el Centro Médico Southwestern de la Universidad de Texas en 1989, y comenzó a investigar sobre la respuesta de las proteínas desplegadas (UPR) en Estados Unidos. De 1993 a 1999 fue investigador en el Instituto de Investigación HSP (Heat Shock Protein) de Kioto, y desde 1999 forma parte del profesorado de la Universidad de Kioto. Mientras tanto, completó la copia de HAC1, ATF6 y BP1.
Los trabajos independientes de Mori y Peter Walter durante el mismo período revelaron la vía UPR, que explica el mecanismo por el cual las células generan señales debido al estrés y se regulan. Descubrieron la enzima 1 que requiere inositol (Ire1) en 1993, que comunica el estado de la línea de producción de proteínas del retículo endoplásmico. Estas investigaciones constituyeron la base para comprender y tratar una amplia gama de enfermedades importantes como el cáncer, trastornos metabólicos como la obesidad, la diabetes, el hígado graso y la dislipidemia, una serie de enfermedades neurodegenerativas y enfermedades inflamatorias.
En 2003, Mori fue transferido al Departamento de Biofísica (División de Ciencias Biológicas) de la Escuela de Graduados en Ciencias de la Universidad de Kyoto. La unidad académica es también el primer laboratorio de biología molecular en Japón y tiene una larga historia.

## Reconocimiento
- 2005: Premio Wiley en Ciencias Biomédicas[5]
- 2009: Premio Internacional Gairdner de Canadá[6]
- 2010: Medalla con Cinta Morada
- 2013: Premio Asahi
- 2014: Premio Shaw en Ciencias de la Vida y Medicina[7]
- 2014: Premio Albert Lasker de Investigación Médica Básica
- 2015: Thomson Reuters Citation Laureates
- 2016: Premio Imperial de la Academia de Japón
- 2018: Premio Revelación en Ciencias de la Vida[8]
- 2018: Persona de Mérito Cultural
- 2018: Premio Momofuku Ando[9]
- 2023: Premio Fundación BBVA Fronteras del Conocimiento[10]